# Cenk Uygur
Cenk Kadir Uygur (* 21. března 1970, Istanbul, Turecko) je turecko-americký politický komentátor a aktivista. Je spoluzakladatel a hlavní konferenciér The Young Turks (TYT), hlavní aktivista hnutí Wolf PAC za odstranění velkých peněz z politiky stejně jako zakladatel hnutí Justice democrats a kandidát na prezidenta Spojených států amerických.
Narodil se v Istanbulu, ale v 8 letech jeho rodina emigrovala do Spojených států amerických, kde se usadili ve městě East Brunswick v New Jersey. Vystudoval management na University of Pennsynvania a práva na Columbia Law School. Pracoval jako právní zástupce v Drinker Biddle & Reath ve Washingtonu a Hayes & Liebman v New Yorku. V 90. letech byl voličem republikánské strany, později změnil názor a začal více sympatizovat s demokraty. Po jen několikaměsíční kariéře právního zástupce zkusil pracovat v médiích – jako politický komentátor. Měl svou talk show na rádiu WWRC ve Washingtonu a WRKO v Bostonu. V letech 2010-2011 dělal zprávaře na MSNBC, ale po neshodách s vedením odešel. Spolupracoval na produkci zpráv WAMI-TV nazvaných The Times v Miami, nakonec zakotvil v Los Angeles.
Jedna z jeho univerzitních prací z roku 1991 o Arménské genocidě s podtitulem Historical fact or falsehood? (Historický fakt nebo lež?) polemizoval o oprávněnosti označení dané události z roku 1915 za genocidu s přikloněním se k tomu, že genocidou nebyla. Později, kdy ho od roku 2007 v jeho show, The Young Turks, začala doplňovat Ana Kasparian, potomek arménských imigrantů, jež tuto genocidu prožili, si nechal vyložit její úhel pohledu a na toto téma změnil názor.

## The Young Turks
V roce 2002 Cenk Uygur, Ben Mankiewicz, a Dave Koller založili The Young Turks – komentovanou politickou talkshow. Začínali v amatérských podmínkách jako radiová show v obývacím pokoji jednoho ze zakladatelů, v průběhu let ale show expandovali, přenesli na YouTube coby první stálou talkshow, rozšířili ji obsahově i žánrově, získali další moderátory, vybudovali nová studia, přešli na vysílání on-line a z Young Turks udělali nejsledovanější talkshow na internetu, která počtem diváků předčí online verze všech šesti amerických mediálních korporací.

## Wolf PAC
Cenk Uygur v roce 2011 založil politické hnutí Wolf PAC, jehož cílem je dostat velké peníze z politiky. Hnutí se snaží o přijetí zákonů (na úrovni jednotlivých států USA), které by zakázaly velké finanční příspěvky korporací politickým výborům kandidujících politiků (tedy jejich nepřímé financování). Cenk Uygur proti této praktice dlouhodobě vystupuje a přirovnává ji k legalizovanému úplatkářství.

## Justice democrats
V roce 2016 Cenk Uygur spolu s Kylem Kulinskim byl u zrodu Justice democrats (Demokraté spravedlnosti) – politického hnutí, jež má za cíl seskupovat, prověřit a připravit na kandidaturu politiky z řad místních obyvatel (za ten který distrikt, v němž budou kandidovat), aby tito lidé v kampani za zvolení vyzvali soupeře stávající demokratické strany USA (s perspektivou jej porazit). Program demokratů spravedlnosti má několik desítek doporučených stanov (shodou okolností mají všechny nadpoloviční oblíbenost mezi veřejností) a jednu povinnou – sice tu, že kandidát nepřijme velké peníze od velkých korporací, think tanků a jiných zájmových skupin.

## Progresivní ekonomický slib
Cenk stál za formulací tzv. progresivního ekonomického slibu určeného především pro demokratické kandidáty prezidentských voleb v roce 2020. Slib obsahuje několik bodů. Jedná se o boj o tyto cíle:
- minimální mzda 15 US$/hod
- podpora kolektivního vyjednávání pracovníků o pracovních podmínkách a účasti na strategických krocích
- státem hrazená základní zdravotní péče pro všechny
- ustanovení zdravotní péče coby práva, nikoli privilegia
- Green New Deal, rámcová dohoda v podobě desetiletého transformačního plánu k dosažení nulových emisí skleníkových plynů
- možnost vysokoškolského vzdělání pro všechny
- ústavní dodatek zakazující financování voleb/volebních kampaní ze soukromých zdrojů

## Kandidatura do Kongresu
V listopadu 2019 Uygur podal kandidaturu do Kongresu za kalifornský 25. okrsek na místo uvolněné po rezignaci Katie Hill, o které také usiluje favorizovaná demokratka Christie Smith a dalších 10 uchazečů. Uygur skončil čtvrtý se ziskem 6,5 % a nepostoupil do druhého kola.

## Kandidatura na prezidenta USA
Od září 2023 Cenk Uygur uvedl, že pokud se neobjeví silný progresivní kandidát a vyzyvatel Joea Bidena, bude kandidovat na prezidenta Spojených států amerických (za Demokratickou stranu USA). 11. října 2023 Uygur svou kandidaturu oznámil. Pro rozhodnutí kandidovat uvedl Uygur několik důvodů: mít demokratické primárky a donutit stávajícího prezidenta Joea Bidena v nich diskutovat, představit progresivní alternativy k Bidenově etablované politice, přesvědčit Bidena k tomu, aby odstoupil, neboť se Uygur obává, že Biden v předpokládaném duelu s Donaldem Trumpem prohraje. Není úplně jasné, jestli se Uygur může stát prezidentem USA, neboť je naturalizovaným občanem této země, ve které se nenarodil. Na jedné straně narození v USA je uvedeno jako podmínka pro usilování o prezidentský úřad, Uygur proti tomu argumentuje tím, že naturalizovaní občané mají stejná práva jako občané narození na území USA.